# Lacrimosa (groupe)
Pour les articles homonymes, voir Lacrimosa.
Lacrimosa /lakriˈmosa/ (« larmoyant » en latin et en italien) est un groupe allemand de metal symphonique et rock gothique . Il est mené depuis 1990 par Tilo Wolff, auquel se joint en 1993 Anne Nurmi, ex-claviériste des Two Witches (en). Il était affilié au courant de la dark wave, avant de s'orienter depuis Satura vers un style plus metal et orchestral. Il compte plus de 20 000 exemplaires vendus de chacun de ses albums en Allemagne.

## Histoire

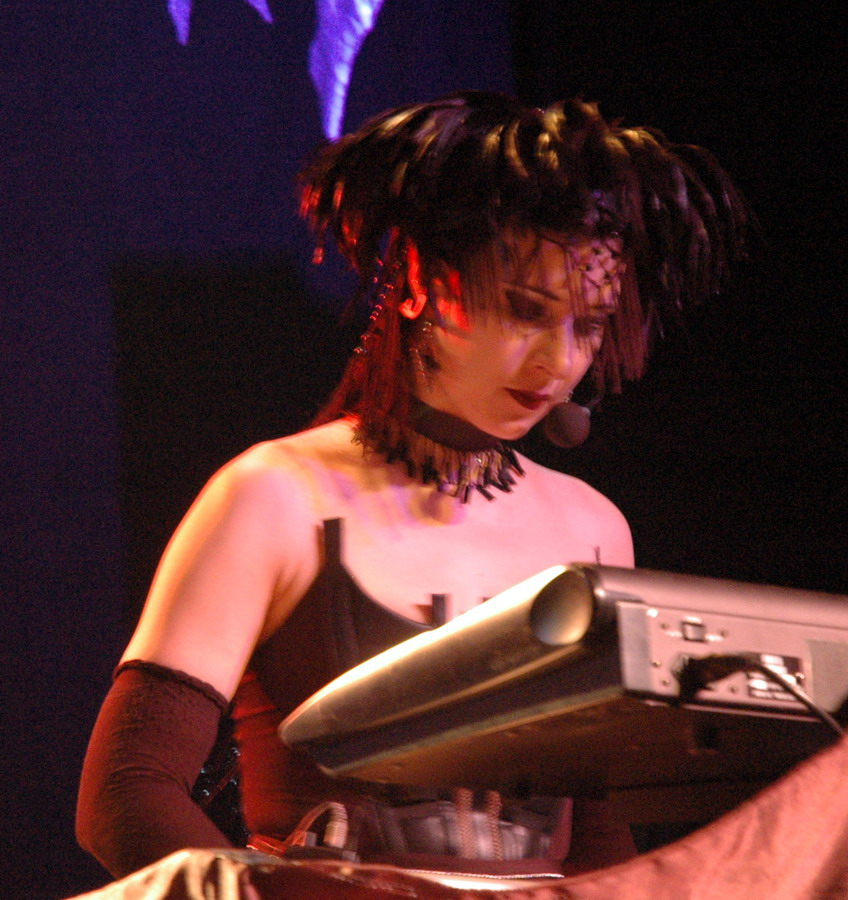
Anne Nurmi.

Lacrimosa est formé en 1990 à Francfort par Tilo Wolff, auquel se joint en 1993 Anne Nurmi, ex-claviériste des Two Witches.
Lacrimosa publie son neuvième album, Lichtgestalt, le 2 mai 2005. Il se caractérise pour la première fois par des éléments tirés du rock. La même année, un nouvel EP, Lichtgestalten est publié, comprenant une version électronique de la chanson Lichtgestalt.
En 2006, un DVD, Musikkurzfilme, est publié, et comprend tous les clips de Lacrimosa. Leur album Sehnsucht est publié en 2009. Le chanteur et producteur Tilo Wolff souhaitait réaliser un album moins conceptuel et plus spontané que les précédents albums de Lacrimosa et, pour cette raison, Sehnsucht comprend une variété de chansons, comme la chanson sarcastique Feuer. En 2008, le label de Lacrimosa, Hall of Sermon label, réclame les droits de tous les albums du groupe publié au label Nuclear Blast.
Un onzième album est publié en septembre 2012, intitulé Revolution. La première chanson de l'album est écrite en 2009 pendant leur tournée en Chine. De retour en studio, Tilo Wolff commence à l'enregistrer.

## Style musical
Le style musical du duo mélange musique gothique, heavy metal et metal symphonique. Bien que l'évolution du duo au cours des années ait modifié l'instrumentation, Lacrimosa se démarque surtout par l'utilisation de violons, trompettes et autres instruments classiques. Les paroles de Lacrimosa sont le plus souvent écrites en allemand bien que depuis la parution de l'album Inferno en 1995, tous les albums aient présenté une ou deux chansons en anglais, généralement écrites par Anne Nurmi. Le finnois a également fait son apparition dans l'introduction parlée de deux chansons (Schakal issue de Inferno, et The Turning Point issue de Elodia) et dans une piste bonus issue de l'édition limitée de Fassade appelée Vankina. Les paroles traitent principalement de la solitude, du désespoir, de l'obscurité, et de l'amour.
L'esthétique du groupe a évolué parallèlement à la musique, partant d'une apparence plutôt « batcave » pour arriver à une esthétique néo-romantique, s'inspirant du XVIIe siècle, présentant ainsi une image plus douce et recherchée.